# Pleuville
Pleuville – miejscowość i gmina we Francji, w regionie Nowa Akwitania, w departamencie Charente.
Według danych na rok 1990 gminę zamieszkiwały 454 osoby, a gęstość zaludnienia wynosiła 13 osób/km² (wśród 1467 gmin regionu Poitou-Charentes, Pleuville plasuje się na 586. miejscu pod względem liczby ludności, natomiast pod względem powierzchni na miejscu 112.).